# Milourdin
Le Milourdin est un cours d'eau français qui coule dans le département du Loiret. C'est un affluent de la Bonnée en rive droite.

## Géographie
Le Milourdin présente une longueur de 10,2 kilomètres. Il prend sa source dans la commune de Saint-Martin-d'Abbat, à une altitude de 132 m, et se jette dans la Bonnée à une altitude de 106 m. Le cours d'eau présente ainsi une pente hydraulique de 2,5 mm/m. Il s'écoule globalement de l’est vers l'ouest.

### Communes traversées
Le Milourdin traverse 4 communes, soit de l'amont vers l'aval : Châtenoy, Bouzy-la-Forêt, Germigny-des-Prés, Saint-Martin-d'Abbat

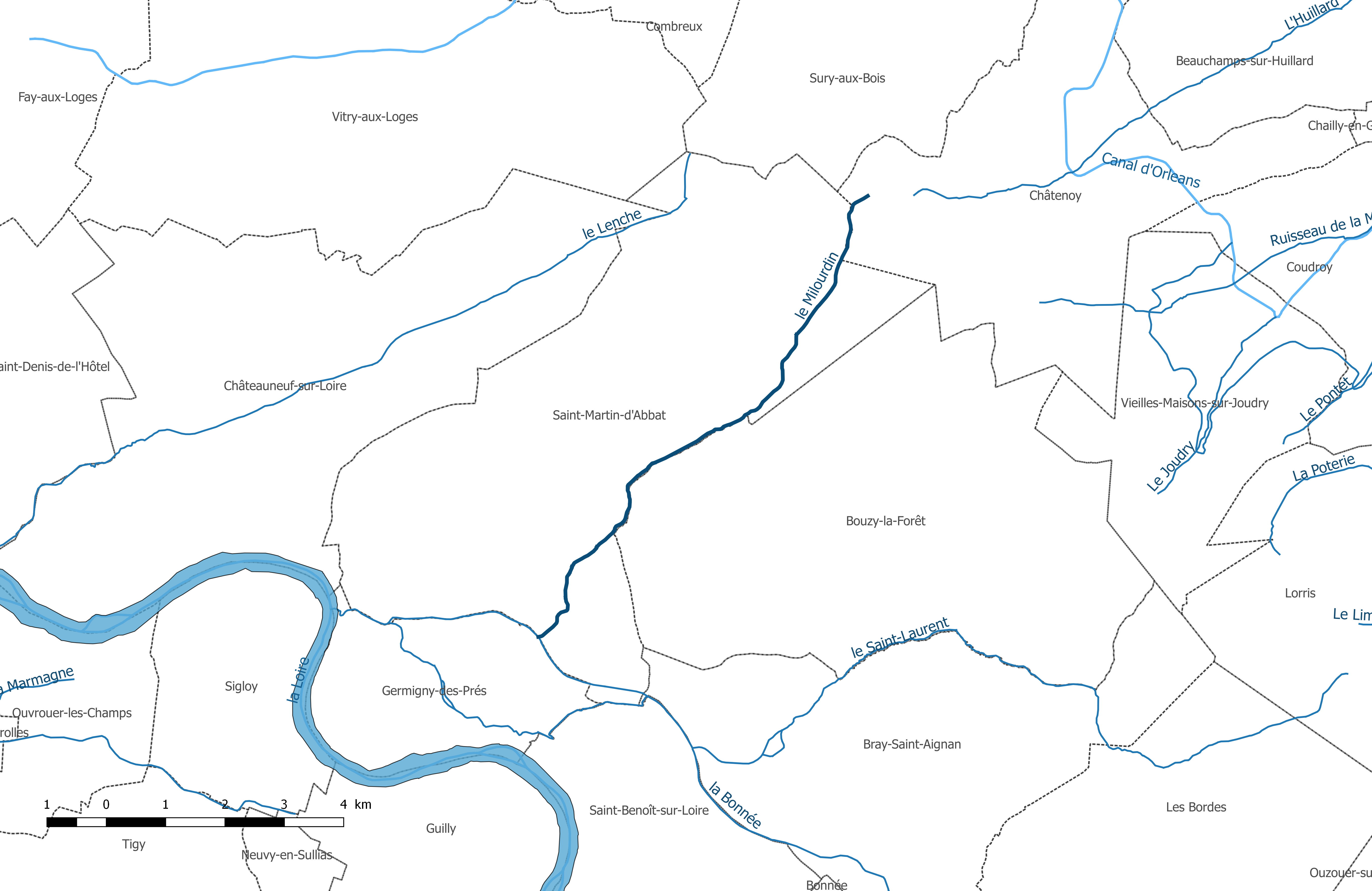
Cours d'eau le Milourdin.

### Bassin versant
Son bassin versant correspond à la zone hydrographique « la Bonnée du Dureau (nc) à la Loire (nc) (k428) », au sein du bassin DCE plus large « La Loire, les cours d'eau côtiers vendéens et bretons ». Ce dernier s'étend sur 183 km2. Il est constitué à 42.99 % de « territoires agricoles », 52.64 % de « forêts et milieux semi-naturels » et à 3.91 % de « territoires artificialisés ».

## Pêche et peuplements piscicoles
La catégorie piscicole est un classement juridique des cours d'eau en fonction des groupes de poissons dominants. Un arrêté réglementaire préfectoral permanent reprend l’ensemble des dispositions applicables en matière de pêche dans le département du Loiret en les différenciant selon les catégories piscicoles. Le Milourdin est classé en deuxième catégorie, c'est-à-dire que l'espèce biologique dominante est constituée essentiellement de poissons blancs (cyprinidés) (donc rivière cyprinicole) et de carnassiers (brochet, sandre et perche).

## Gouvernance

### Échelle du bassin
En France, la gestion de l’eau, soumise à une législation nationale et à des directives européennes, se décline par bassin hydrographique, au nombre de sept en France métropolitaine, échelle cohérente écologiquement et adaptée à une gestion des ressources en eau. Le Milourdin est sur le territoire du bassin Loire-Bretagne et l'organisme de gestion à l'échelle du bassin est l'agence de l'eau Loire-Bretagne.

### Échelle locale
En 2017, la partie aval du Milourdin était géré au niveau local par le syndicat intercommunal du Bassin de la Bonnée,.